# Moviment per la Diversitat
El Moviment per la Diversitat (LMD) és un partit polític anti-independentista, però autonomista, de Nova Caledònia, creat pel senador de la UMP Simon Loueckhote el 10 d'abril de 2008 sobre la base de la llista que havia fet per a les eleccions municipals de 2008 a Nouméa, « Nouméa, la diversité en mouvement ». El seu congrés fundador va tenir lloc el 14 de juny de 2008 a la sala Veyret al barri Rivière-Salée de Nouméa. 

## Posicionament polític
El partit es mostra totalment contrari a la independència de Nova Caledònia, tot i que la reivindicació li semble legítima i que la marxa vers l'autonomia és inevitable. En aquest context, vol proposar solucions institucionals per a regular millor l'autonomia, cridant a superar la "dialèctica de confrontació entre els partidaris i oponents de la independència" i defensa la idea d'una Nova Caledònia que no es construirà a França sinó amb França. També dona suport a la idea d'un pacte de sobirania que defineixi clarament les competències de l'Estat i totes les que es poden transferir a Nova Caledònia, que podria prendre l'estatut de País d'Ultramar Associat. Malgrat aquesta nova lectura de l'Acord de Nouméa, Simon Loueckhote i el seu partit no deixen de reivindicar la seva relació amb els lligams amb França.
El LMD també dona suport a un marc de globalització econòmica i la lluita contra les desigualtats socials. Així ha proposat la creació d'un « Fonds d'action social calédonien (Fasc) » que en un 90% servirà per a finançar les pensions, i la resta per a crear ocupació i reduir les càrregues socials per tal d'afavorir el poder adquisitiu. Però l'originalitat d'aquesta proposta és que aquest fons es finançaria mitjançant impostos a les exportacions de níquel, amb el límit del 8% pel mineral en brut i el 4% per a productes semi-elaborats.
També s'ha mostrat partidari, a instància d'Avenir ensemble i el Front Nacional local així com dels independentistes, d'obrir la banda FM. Això havia estat congelat pels Acords de Matignon de 1988 per tal d'afavorir l'equilibri de forces entre partidaris i contraris a la independència, i el congelament s'ha prorrogat fins a 2012 pel projecte de llei per al desenvolupament econòmic d'ultramar, presentat al consell de ministres el juliol de 2008. Així només hi ha tres estacions de ràdio que poden oferir informació d'anàlisi polític, una independentista (Radio Djiido), una anti-independentista (Radio Rythme Bleu, de Reagrupament-UMP i altres no independentistes) i una pública i neutral (Radio Nouvelle-Calédonie, que pertany a RFO). Altres estacions, més enllà d'aquestes tries, no estan autoritzades a parlar de la política local i nomé poden emetre programes musicals o humorístics (el 2008, només hi havia dues estacions de música, NRJ i Radio Océanie).

## Resultats electorals
Es tracta d'un partit jove amb gent no vinculada a altres partits, tot i que el cap visible és el veterà polític Simon Loueckhote, senador a París des de 1992. Es presentà a les eleccions provincials de Nova Caledònia de 2009 es presentà en coalició amb Avenir ensemble i el Moviment Caledonià Francès, amb la que va obtenir un escó al Congrés de Nova Caledònia i dos a l'assemblea de la Província del Sud.